# Towarzystwo Gimnastyczne „Sokół” w Poznaniu

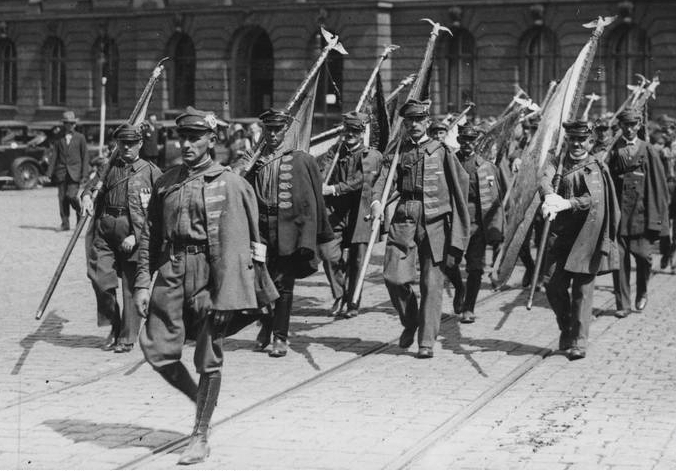
Poznańskie gniazdo Sokołów na paradzie w Poznaniu w 1932 roku

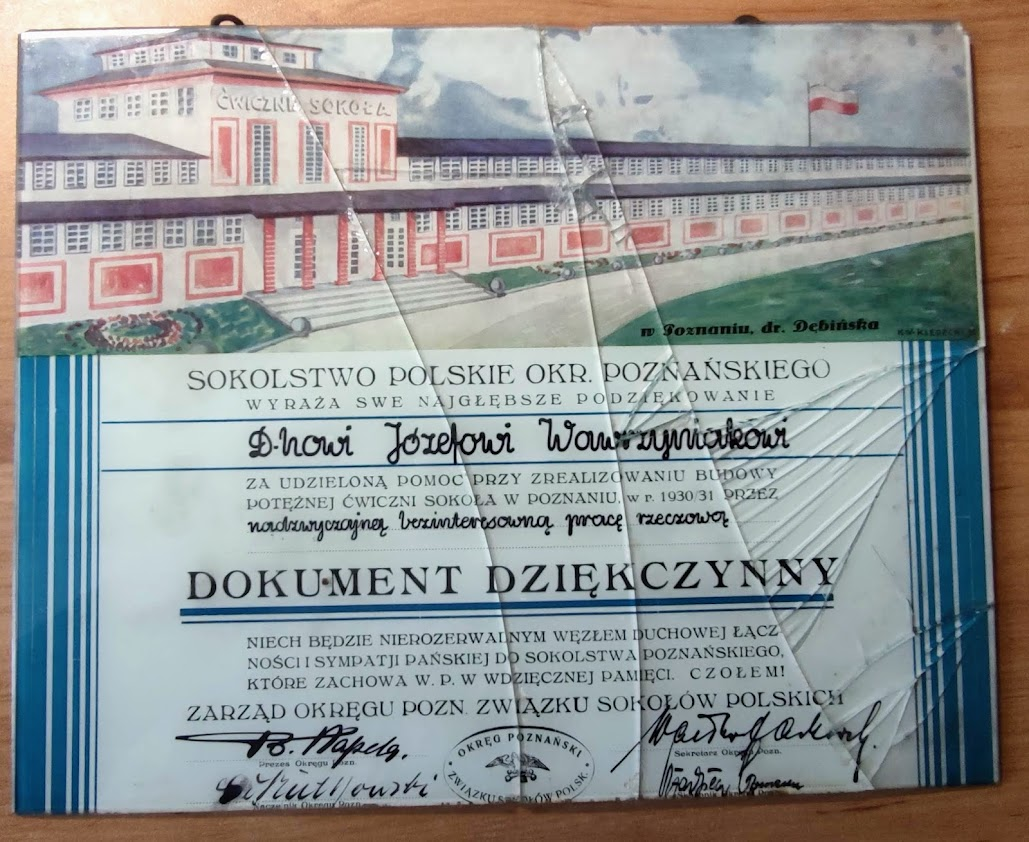
Podziękowania dla druha Józefa Wawrzyniaka(T.G. Sokół Lasek) za udzieloną pomoc przy zrealizowaniu budowy ćwiczni w Poznaniu w roku 1930/31.

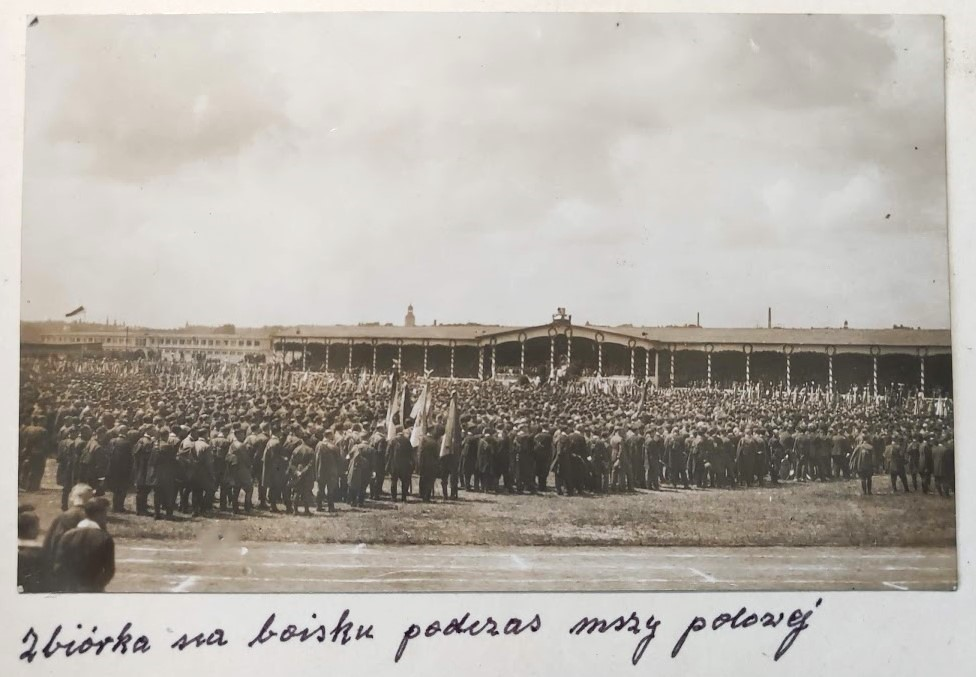
Zbiórka na boisku T.G. Sokół w Poznaniu przy drodze Dębińskiej. Wszechsłowiański zlot Sokolstwa w Poznaniu w 1929 roku w okresie Powszechnej Wystawy Krajowej.

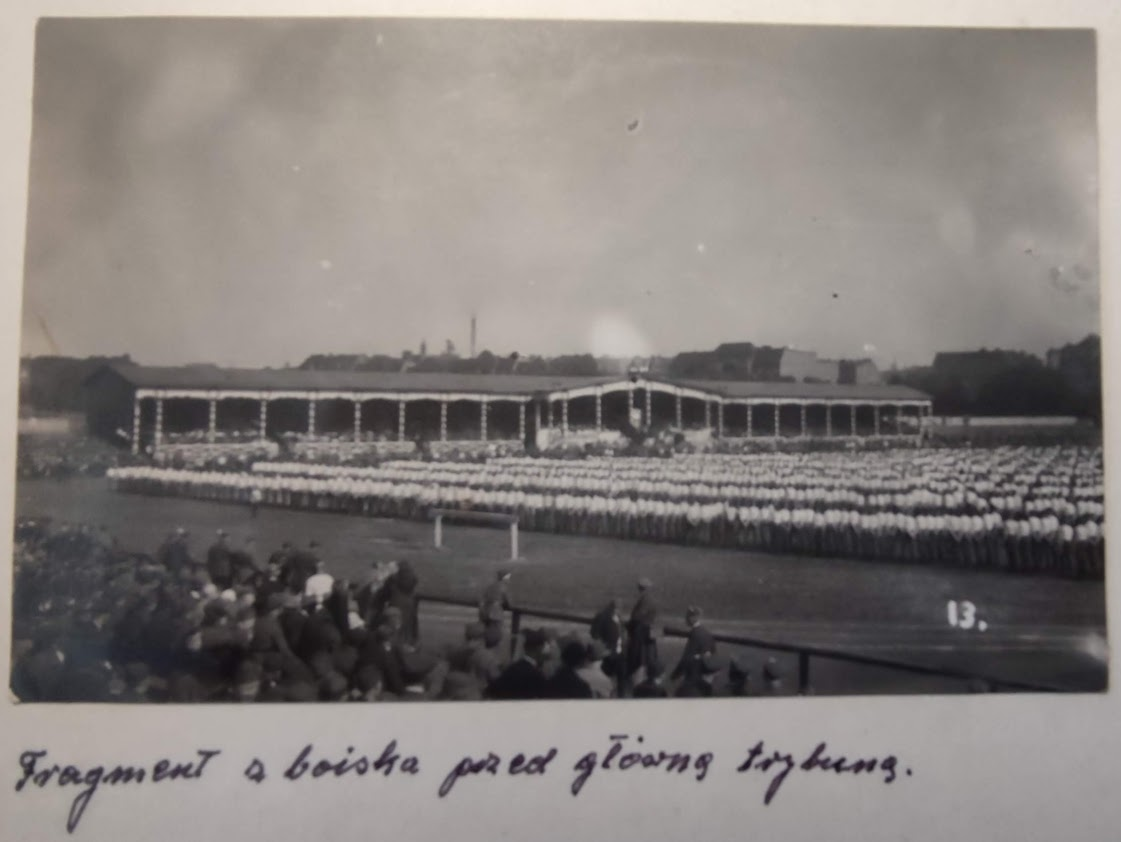
Widok na główną trybunę boiska T.G. Sokół w Poznaniu, Wszechsłowiański zlot sokolstwa w Poznaniu 1929 rok.

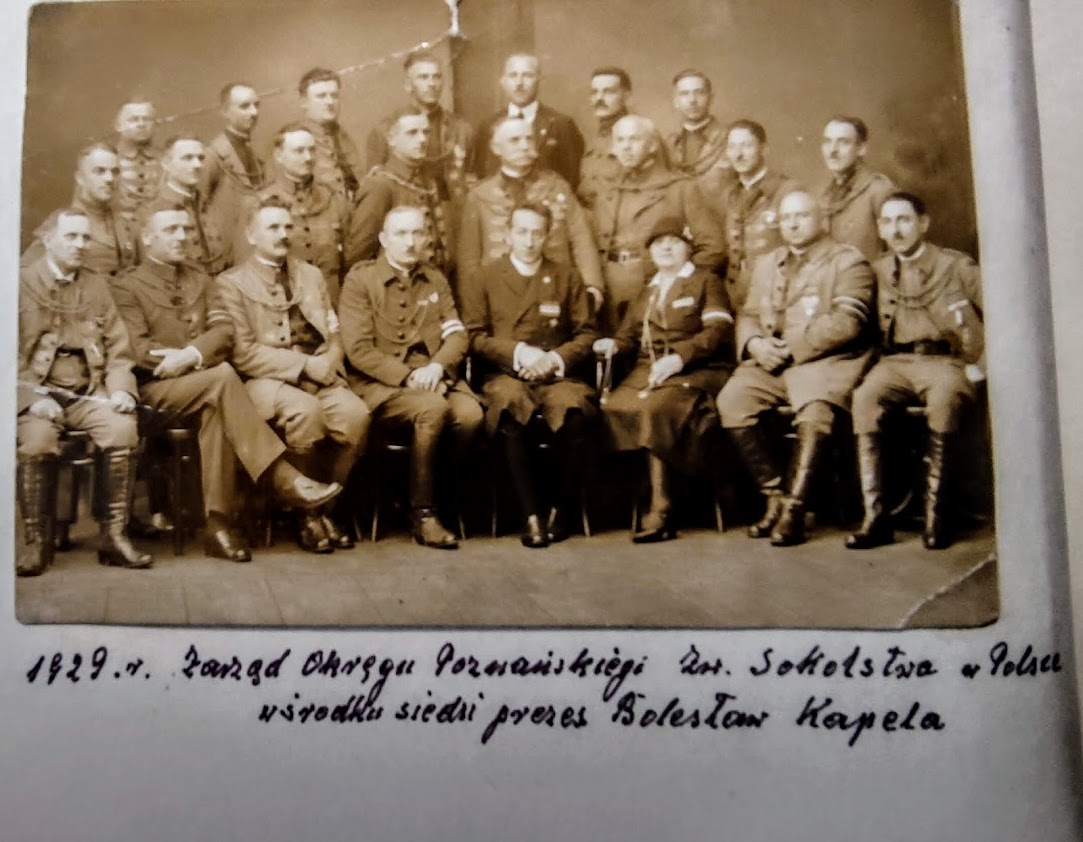
Zarząd Okręgu Poznańskiego Związek Sokolstwa w Polsce. W środku siedzi prezes Bolesław Kapela, 1929 rok.

Towarzystwo Gimnastyczne „Sokół” w Poznaniu – założone w roku 1886 w Poznaniu, najstarsze stowarzyszenie sportowe w mieście będące regionalnym gniazdem Polskiego Towarzystwa Gimnastycznego „Sokół”. Oficjalnie działało w mieście do wybuchu II wojny światowej w 1939 roku. W 1947 zostało zdelegalizowane przez władze komunistyczne PRL, a jego działalność zakazana.

## Historia

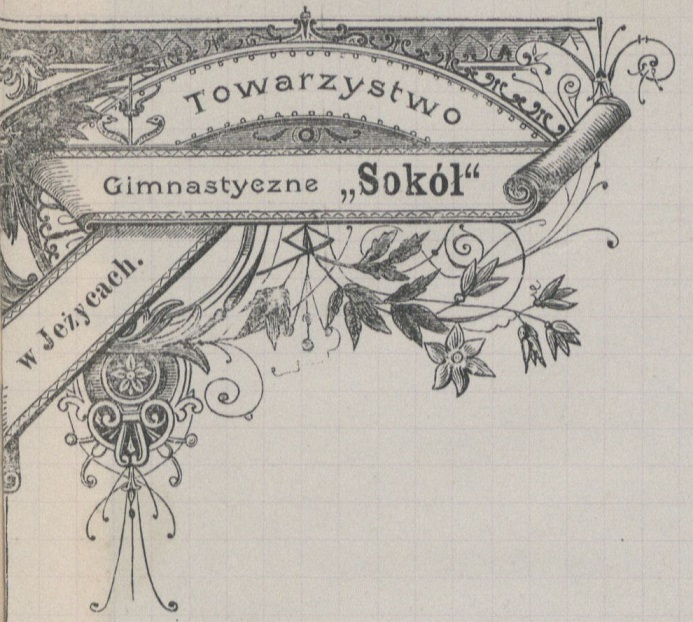
Ozdobny listownik Towarzystwa Gimnastycznego Sokół w Jeżycach 1902 r. (miejsce przechowywania: Archiwum Państwowe w Poznaniu)

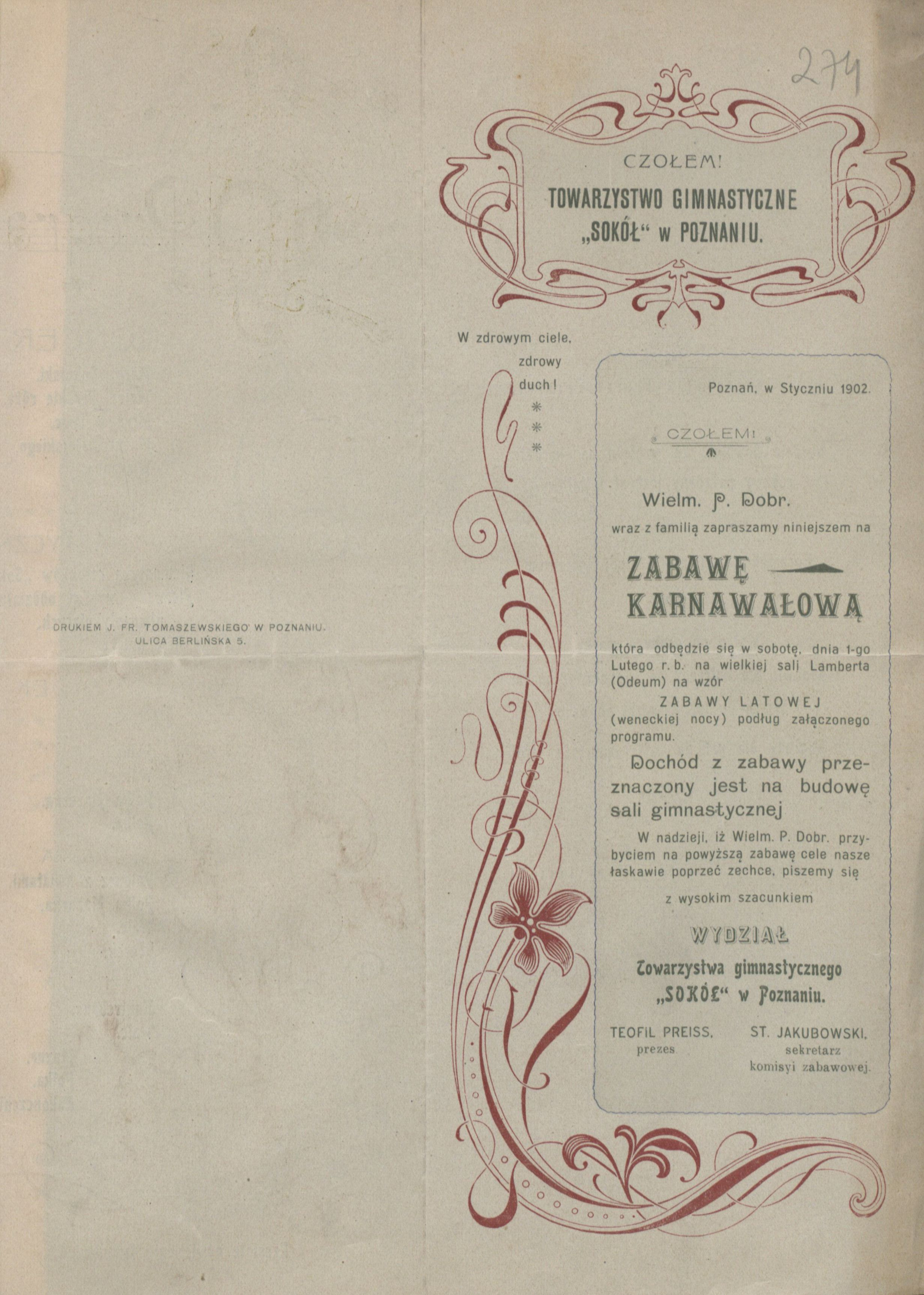
Towarzystwo Gimnastyczne Sokół w Poznaniu zaprasza na zabawę karnawałową 1902 r. (miejsce przechowywania Archiwum Państwowe w Poznaniu)

Towarzystwo Gimnastyczne „Sokół” w Poznaniu powstało 2 czerwca 1886 roku z inicjatywy Ignacego Andrzejewskiego. Zebrał on kilkunastu obywateli miasta Poznania i podpisał wraz z nimi akt założycielski w sali Bolesława Knolla mieszczącej się przy Starym rynku nr 58. Byli to oprócz Andrzejewskiego także: Władysław Seydlitz, Józef Ganke, Leon Rudzki, Bolesław Samoliński, Roman Lisiecki, Franciszek Januszewski i inni.
Na pierwszym zebraniu, które odbyło się15 lipca 1886 roku ustalono zarząd. Prezesem organizacji został wybrany Władysław Seydlitz, a w skład zarządu weszli Kazimierz Klemczyński - zastępca, Leon Rudzki - nauczyciel gimnastyki oraz naczelnik, którego zastępcą był Franciszek Januszewski.
Pierwsze spotkania miały charakter organizacyjny oraz oświatowy, a pierwsze lekcje gimnastyki miały miejsce w sali Klundera na Wildze. Po roku działalności organizacja rozrosła się do 120 członków. Delegacja towarzystwa z powodu zakazu władz pruskich nie mogła uczestniczyć w zlocie Sokoła czeskiego w 1887 roku w Pradze.
W 1893 roku następuje integracja organizacji sokolskich działających w regionie w „Związek Sokołów Wielkopolskich”, w którego skład wchodzi 9 gniazd: inowrocławskie, kruszwickie, bydgoskie, poznańskie, szamotulskie, śremskie, berlińskie, pleszewskie oraz ostrowskie. W 1892 roku w poznańskim gnieździe powstaje koło muzyczne pod dyrekcją Bolesława Zaremby.

## Działalność sportowa
Początkowo członkowie organizacji propagowali i uprawiali jedynie gimnastykę sportową na przyrządach oraz ćwiczenia wolne w sali i na świeżym powietrzu. W 1894 roku powstała sekcja rowerowa tzw. „kołowników”. W 1900 roku powstaje w organizacji sekcja kobieca pod nazwą „Oddział kobiet gimnastykujących". W 1904 powstają sekcje pięściarska, wycieczkowa, zapaśnicza oraz sekcje lekkoatletyczne. W 1911 powstaje koło szermiercze, a po zakończeniu I wojny światowej oddział piłki nożnej oraz wiele innych. W okresie międzywojennym w poznańskim Sokole uprawiano wiele różnych dyscyplin sportowych.
W maju 1925 roku sekcja gimnastyczne poznańskich Sokołów brała udział w Międzynarodowych Zawodach Gimnastycznych w Asti we Włoszech. Miejscowe Towarzystwo Gimnastyczne „Fulgor” pod patronatem następcy tronu włoskiego obchodziło 25. lecie działalności organizując międzynarodowe zawody gimnastyczne. W wydarzeniu tym wzięła udział 10. osobowa drużyna polskich sokołów złożona głównie z gniazda poznańskiego w składzie: Chałupka, Nochowicz, Jóźwiak, Nawrot, Baraniak, Patalas oraz Tadeuszczak. Zaprezentowali pokaz ćwiczeń gimnastycznych według systemu szwedzkiego zdobywając pierwsze miejsce oraz puchar.
Sokół poznański w dwudziestoleciu międzywojennym mógł się poszczycić wieloma sportowcami. Należeli do niego m.in. gimnastyk, reprezentant Polski oraz olimpijczyk Bernard Radojewski, Stanisław Chałupka, M. Andersz i wielu innych. Najbardziej znanym sportowcem należącym do poznańskiego Sokoła w dwudziestoleciu międzywojennym był polski lekkoatleta, olimpijczyk oraz 10-krotny mistrz Polski w biegach długodystansowych Józef Noji .